# Turdossin
Turdossin (szlovákul Tvrdošín, lengyelül Twardoszyn, németül: Turdoschin) város Szlovákiában, a Zsolnai kerület Turdossini járásának székhelye. Krasznahorka, Medvedze és Oravice tartozik hozzá.

## Fekvése
Alsókubintól 25 km-re északkeletre, az Árva és az Oravica összefolyásánál fekszik, az 59-es főút mentén.

## Története
Neve a szláv Tvrdoša személynévből ered és tulajdonképpen Tvrdoša udvarháza jelentésű.
A lengyel határ közelében levő festői fekvésű városka, ahol az Árva folyó partján egykor fontos vámhely és királyi sóraktár volt, melyek létesítését néhány történész Szent István királynak tulajdonítja. Itt haladt át ugyanis a Balkánról Lengyelország felé menő fontos kereskedelmi út. Vámját a zoborhegyi apátság oklevele már 1111-ben említi, melynek biztosítására valószínűleg egykor kisebb vára is volt. 1265-től magyar vámállomásként működött a Közép-Magyarországról Lengyelországba, Krakkóba vezető kereskedelmi útvonalon. Ekkoriban a településtől északkeletre fekvő területek Lengyelországhoz tartoztak, amit az is bizonyít, hogy Jablonka területén Nagy Kázmér lengyel király 1368-ban vámhivatalt létesített, amely a turdossini magyar vámállomás lengyel megfelelője volt.
Turdossint először 1265-ben IV. Béla király oklevelében említik „Tourdosina” néven. Ebben az időben a településnek mintegy 100-200 lakosa volt, akik erdei munkások voltak, valamint az Árva és a Vág folyókon úsztatva messze földekre szállították a lengyelországi sót. Később az általuk szőtt vászonnal is kereskedtek. 1332-ben Raimund pápai legátus oklevele említi először plébániáját is, ekkorra a lakosság száma elérte az 500 főt. Péter nevű papja 1 ezüstöt és 6 garast fizetett. 1339-ben „Twardosczino” néven írják. Árva várához tartozott, majd 1369-ben I. Lajos király városi kiváltságokkal ruházta fel. Vásártartási jog és vámmentesség illette meg, bírót választhatott és 12 tagú városi tanács igazgatta. Templomát a Mindenszentek tiszteletére szentelték. 1380-ban „Twardossin”, 1395-ben „Twrdossin” a neve. 1551 és 1706 között a városban evangélikus templom is volt. A protestantizmus Árva várának urai, a Thurzók révén terjedt el a vidéken. 1563-ban a templom leégett, oltárát a temetőben álló, eredetileg a Hétfájdalmú Szűz tiszteletére szentelt fatemplomba vitték át. Turdossin első név szerint ismert evangélikus lelkészét 1577-ben említik. 1624-ben Turdossinnak 550 lakosa volt. 1625-ben „Tverdosin” alakban szerepel a korabeli forrásokban.
A 17. század közepén az ellenreformáció hatására a lakosság többsége visszatért a katolikus hitre. 1640-ben 3 vásár tartására kapott jogot. 1686-ban Sobieski lengyel és litván hadai kifosztották. A 18. században virágzott a vászonszövés és a fazekasság, cipészek, kovácsok, csizmadiák is voltak a városban, céhük azonban csak a szűcsöknek volt. 1777-től a Felső-Árvai járás székhelye, fejlett kézműiparral. 1778-ban Turdossinnak 951 lakosa volt, köztük 4 nemes család.
A 18. század végén Vályi András így ír róla: „THURDOS. Thurdosin. Tót Mezőváros Árva Várm. földes Ura a’ Királyi Kamara, lakosai katolikusok, fekszik n. k. Árva Várához 3 mértföldnyire. Rákóczinak idejekor, midőn Árva ostromoltatott, megerőssíttetett vala. Nevezetes Sóháza 1715 állíttatott-fel, midőn a’ lengyel só eltíltatott; 1791-től fogva Galicziából, a’ Vielicskai bányákból szállíttatik ide a’ só, ’s Vág, és Duna vizén sok helyekre. Két Szentegyháza van, Ispotállya is van, határbéli földgyeik jól termők. Itt egygyesűl Oravicza-vize Árva-vizével, ’s a’ hajókázásra alkalmatosabbá válik.”
A 19. századra ismét jelentős város lett. 1828-ban 174 házában 1745 lakos élt. Lakói mezőgazdasággal, állattartással, fafeldolgozással, vászonszövéssel és festéssel foglalkoztak. A városban több malom mellett kőbánya, téglagyár, péküzem, sörfőzde, fűrésztelep, asztalosüzem, tímárműhely is volt.
Fényes Elek 1851-ben kiadott geográfiai szótárában így ír a városról: „Turdosin, tót m. v. Árva vmegyében, az Árva bal partján: 1679 kath., 10 evang., 176 zsidó lak. Van itt kath. paroch templom, normalis oskola, synagóga, szép bolthajtásos 58 ölnyi hosszuságu hid az Árva vizén, nagy urasági sörfőzőház és vendégfogadó, 2 liszt- és fürészmalom. Országos vásárjai igen népesek, kivált lóra, marhára és gabonára; a lengyelektől erősen látogattatnak. Itt van a Gallicziából behozott sónak nagy lerakó helye, honnan tovább Rosenberg, Hradek felé szálittatik. Gyolcs kereskedése is nagy fontosságu. A város bir az árvai uradalomtól egy Oravicza nevü pusztát, mellynek olly sok legelője van, hogy tulajdon marháikon kivül, másokat is rá fogadhatnak, a mellett az erdőből szabad tüzelésök, s szabadságuk van esztendőnkint 50 szálhajót mindennémü fával megrakva az alsó videkekre vinni. – Végre a város körül több sánczok nyomai látszanak, mellyeket hajdan a kuruczok hánytak. F. u. az árvai uradalom.”
1869-ben 4293 lakosa volt. 1872-től távíró is működött a városban. A 20. században Felső-Árva gazdasági, kulturális és kereskedelmi központja lett. Számos ipari üzem épült a városban. A trianoni diktátumig Árva vármegye Vári járásához tartozott.
1968-ban Medvedze, 1974-ben Krasznahorka falut csatolták hozzá.

### Medvedze
Medvedze mint nemesi község 1355-ben bukkan fel az írott forrásokban. 1778-ban 36 nemes családban 153 lakos élt itt.
A 18. század végén Vályi András így ír róla: „MEDVECZE. Tót falu Árva Várm. földes Ura Medveczky Uraság, lakosai katolikusok, fekszik Tvrdosinhoz nem meszsze, és annak filiája, határja hegyes, és középszerű.”
1828-ban 50 háza és 252 lakosa volt. A 19. században tímárműhely működött a településen. Lakói főként mezőgazdasággal, állattartással foglalkoztak.
Fényes Elek 1851-ben kiadott geográfiai szótárában így ír a faluról: „Medvecze, tót falu, Árva vármegyében, Thurdosinnal általellenben, 242 kath., 10 zsidó lak. Malom az Árva vizén. F. u. a Medveczky család. Ut. p. Rosenberg.”
A trianoni diktátumig Árva vármegye Vári járásához tartozott.

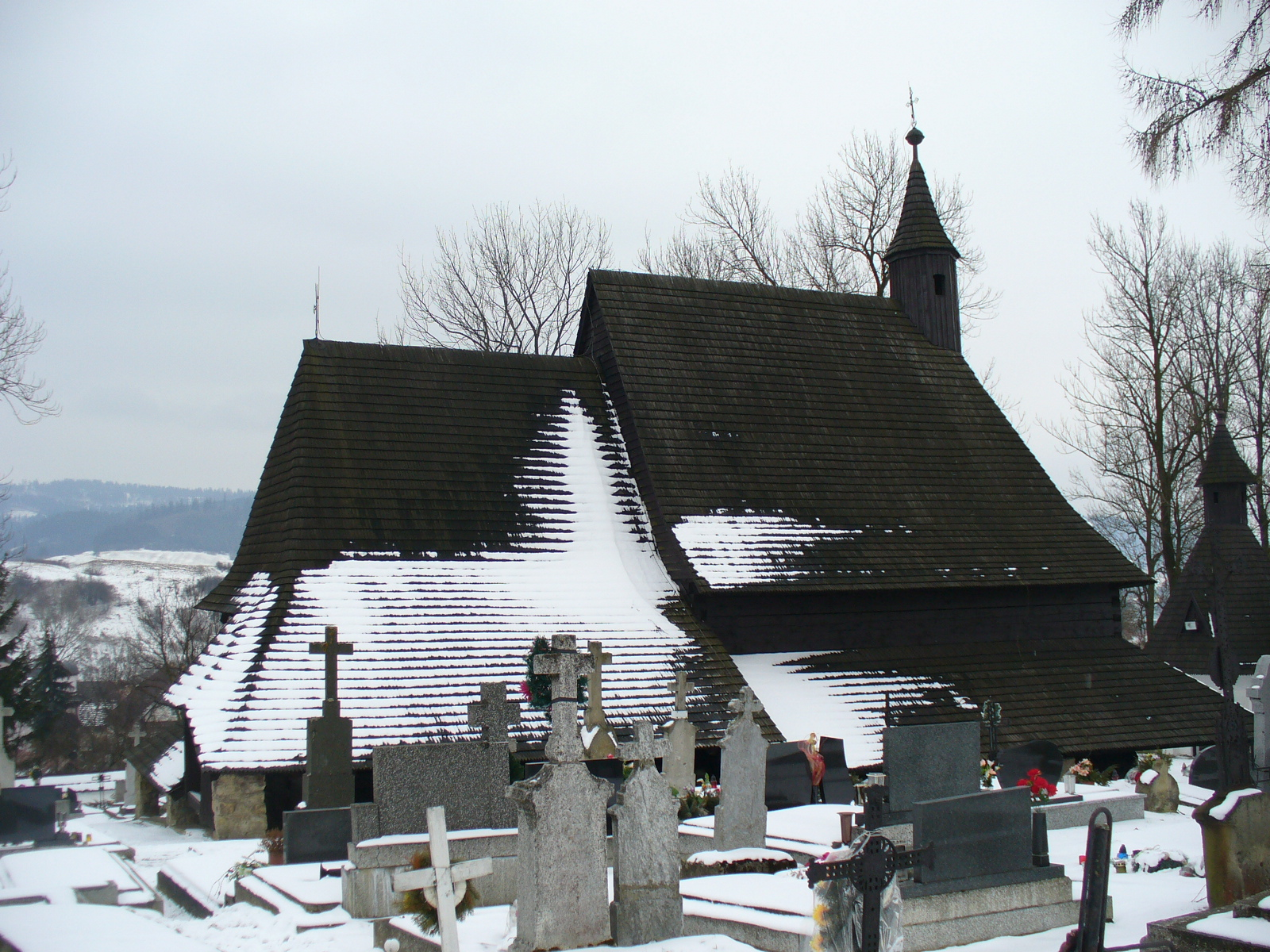
A Mindenszenteknek szentelt fatemplom

1968-ban csatolták Turdossinhoz.

## Népessége
| Év:            | 1994. | 2004.   | 2014.   | 2024.   |
| -------------- | ----- | ------- | ------- | ------- |
| Emberek száma: | 9427  | 9453    | 9311    | 8695    |
| Eltérés:       |       | +0,27 % | -1,50 % | -6,61 % |

| Év:            | 2023. | 2024.   |
| -------------- | ----- | ------- |
| Emberek száma: | 8760  | 8695    |
| Eltérés:       |       | -0,74 % |

1910-ben 1599-en lakták, ebből 1323 szlovák, 150 magyar és 120 német anyanyelvű.
1976-ban 6435 lakosa volt.
2011-ben 9355 lakosából 9066 szlovák volt.

## Nevezetességei

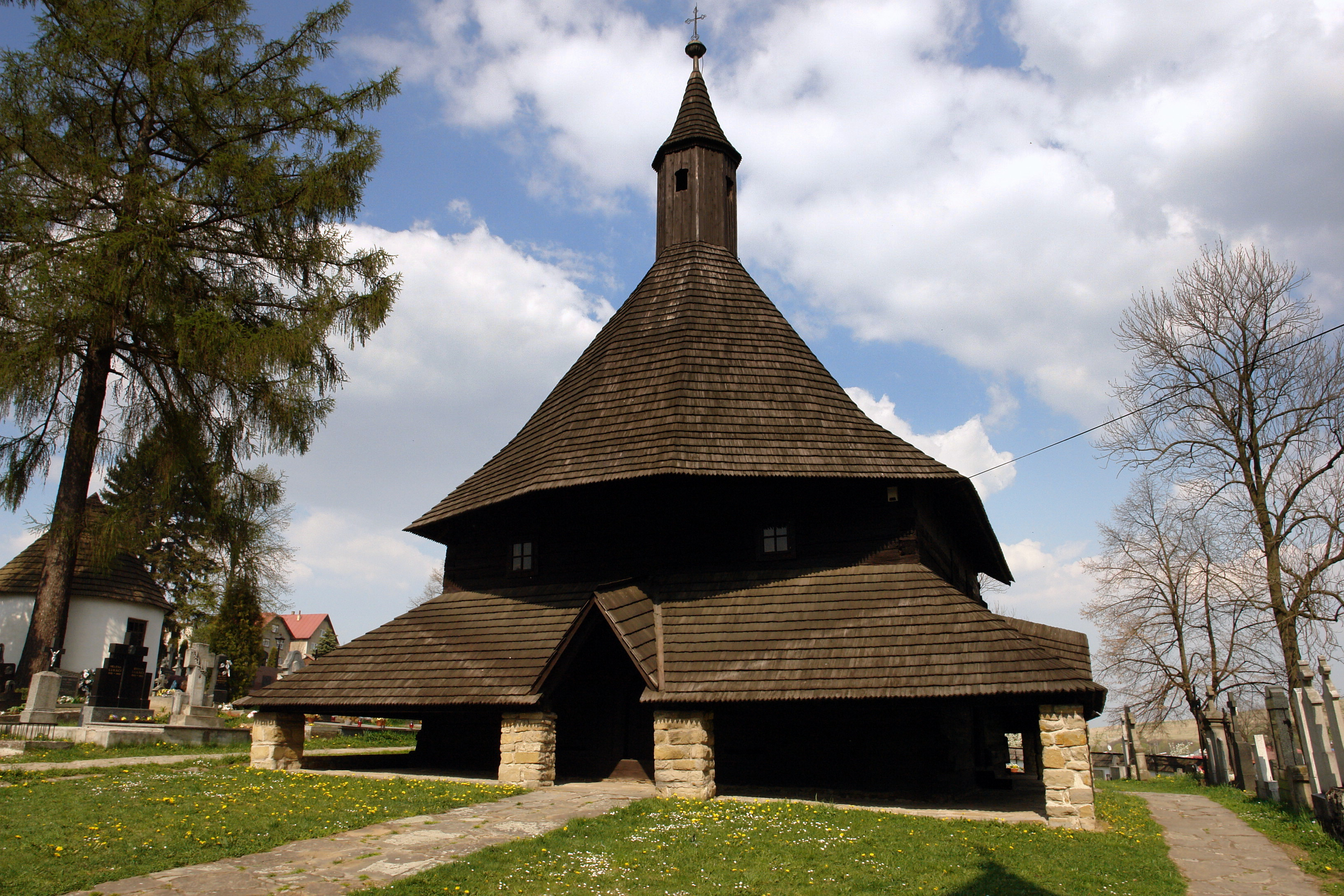

- A temetőben álló, a Mindenszenteknek szentelt fatemploma 1390-ben épült gótikus stílusban, a 15. században késő gótikus, a 17. században reneszánsz stílusban építették át. Belső festése eredeti, 1653–54-ben készült. Szárnyasoltárának táblaképei a 16. század elején készültek. A templomot 1993-ban restaurálták. Világörökségi helyszín. A Pietát ábrázoló, a 15. század elején festett táblaképei a 19. század végén a Budapesti Szépművészeti Múzeumba kerültek.
- A Szentháromság tiszteletére szentelt plébániatemplom középkori alapokra épült 1766 és 1770 között. Tornya 1900-ban leégett és újjá kellett építeni. Belső festését 1929-ben fejezték be. Orgonáját 1937-ben építették.
- A katolikus plébánia a 17. század első felében épült reneszánsz stílusban, régebbi alapokon. 1860-ban megújították.
- A Mária-kápolna 1815-ben épült.
- A Vojtaššák utcában 1749-ben épített Pieta úti kápolna áll.
- A plébániatemplom előtt álló Mária-oszlop a 18. század végén készült.
- A Medvedze városrészen álló klasszicista kúriája a 18. század végén épült.
- A város üdülőhelye az Árvai-víztározó.

## Neves személyek
- Itt született Sperlágh József (1829–1892) magyar gyógyszerész, régész
- Itt született Simándy Zsigmond (1852–1938) színész, igazgató
- Itt született Róna Zsigmond (1860–1941) meteorológus
- Itt született Albert Škarvan (1869–1926) szlovák orvos, író, műfordító, eszperantista
- Itt született Ignác Gessay (1874–1928) szlovák újságíró, az amerikai Szlovák Liga társalapítója
- Itt született Pajor Miklós (1884–1956) ügyvéd, csehszlovákiai magyar politikus
- Itt született Mária Medvecká (1914–1987) szlovák festő, művei a Medvedzie-városrészben levő képtárban láthatók
- Krasznahorkán született 1914-ben Ľudovít Kukorelli szlovák pilóta, ellenálló.

## Külső hivatkozások
- Hivatalos oldal
- E-obce.sk Archiválva 2009. február 27-i dátummal a Wayback Machine-ben
- Községinfó
- Turdossin Szlovákia térképén
- Turdossin a Zsolnai kerület turisztikai lapján
- A katolikus plébánia honlapja

## Lásd még
- Oravice